# Tethys (Mond)
Tethys (auch Saturn III) ist der fünfzehnte und fünftgrößte der 274 bekannten Monde des Planeten Saturn und zählt zu den Eismonden.

## Entdeckung und Benennung
Tethys wurde am 21. März 1684 von dem französischen Astronomen italienischer Herkunft Giovanni Domenico Cassini entdeckt.
Tethys ist zusammen mit Dione der vierte bzw. fünfte entdeckte Saturnmond und der achte bzw. neunte entdeckte Mond im gesamten Sonnensystem. Durch seine damals am drittnächsten zu Saturn liegende Umlaufbahn wurde er als drittinnerster der sieben bis dahin bekannten großen Saturnmonde von der Internationalen Astronomischen Union (IAU) mit der römischen Nummerierung III bezeichnet.
Benannt wurde der Mond nach der Titanin Tethys aus der griechischen Mythologie. Sie war eine Tochter des Uranos und der Gaia und war mit ihrem Bruder Okeanos verheiratet. Tethys war Mutter der Hauptflüsse des Universums und hatte etwa 3000 Töchter (darunter Europa), genannt die Okeaniden. Eine ihrer Enkelinnen war Thetis, die später vom sterblichen Peleus den Achilles gebar. Während des Titanenkampfes zog Tethys Hera auf. Diese war nicht erfreut von der Platzierung von Kallisto und Arcas als Sternbilder Großer und Kleiner Bär im Himmel, also bat sie ihre Amme Tethys um Hilfe. Tethys verfluchte die Sternbilder, für immer um den Himmel zu wandern und niemals unter den Horizont zu sinken.
Nach dieser Göttin ist auch der erdgeschichtliche äquatoriale Ozean Tethys benannt.
Der Name „Tethys“ und weiterer sieben Saturnmonde wurde von Wilhelm Herschels Sohn, dem Astronomen John Herschel, in einer 1847 erschienenen Veröffentlichung „Results of Astronomical Observations made at the Cape of Good Hope“ vorgeschlagen. Sie sollten nach Geschwistern des Titanen Kronos benannt werden, der dem römischen Saturn entspricht.

## Bahneigenschaften

### Umlaufbahn
Tethys umkreist Saturn auf einer prograden, fast perfekt kreisförmigen Umlaufbahn in einem mittleren Abstand von 294.672 km (ca. 4,9 Saturnradien) von dessen Zentrum (bzw. dem Schwerezentrum), also etwa 230.000 km über dessen Wolkenobergrenze. Die Bahnexzentrizität beträgt 0,0001, die Bahn ist 1,86° gegenüber dem Äquator von Saturn geneigt, liegt also fast in der Äquatorebene des Planeten. Durch die sehr niedrige Exzentrizität variiert die Bahn in der Entfernung zu Saturn um weniger als 100 km.
Die Umlaufbahn des nächstinneren Mondes Enceladus ist im Mittel etwa 57.000 km vom Orbit von Tethys entfernt, die Entfernungen der Bahnen der nächstäußeren Monde Dione sowie deren Trojaner-Monde Helene und Polydeuces betragen im Mittel etwa 83.000 km.
Die Tethys-Trojaner-Monde Telesto und Calypso laufen in Tethys’ Lagrange-Punkten L4 und L5, jeweils 60° vor und hinter dem Mond, auf der gleichen Umlaufbahn um den Planeten.
Tethys umläuft Saturn in 1 Tag, 21 Stunden, 18 Minuten und 26,1 Sekunden. Dies ist etwa 2 Stunden und 50,9 Minuten länger als die Umlaufzeit des Jupitermondes Io. Tethys benötigt für einen Umlauf 12 Stunden und etwa 25,3 Minuten länger als der innere Nachbar Enceladus.
Der Orbit von Tethys liegt tief in der Magnetosphäre von Saturn, so dass das Plasma, das mit dem Planeten mitrotiert, auf die folgende Hemisphäre trifft. Sie wird dadurch auch von energetischen Teilchen (Elektronen und Ionen) getroffen.

Animation der Rotation von Tethys.

### Bahnresonanzen
Tethys steht in gravitativer Wechselwirkung mit seiner Nachbarschaft. Neben den Trojaner-Monden Telesto und Calypso (1:1-Bahnresonanz) läuft Tethys fast in einer 4:3-Bahnresonanz mit dem nächstinneren Mond Enceladus und annähernd in einer 2:3-Resonanz mit ihrer äußeren Bahnnachbarin Dione um Saturn.
Tethys und ihre beiden Trojaner-Monde umkreisen Saturn innerhalb des E-Rings, so dass sich die Oberflächen der Monde in einem dauernden Bombardement durch Mikrometeoriten befinden.

### Rotation
Die Rotationszeit von Tethys ist gleich seiner Umlaufzeit. Beide vollziehen sich binnen einem Tag, 21 Stunden, 18 Minuten und 26,1 Sekunden. Tethys weist damit, wie der Erdmond und alle großen Trabanten der Gasriesen, eine synchrone Rotation auf. Er zeigt also immer mit derselben Hemisphäre zu Saturn.

## Physikalische Eigenschaften

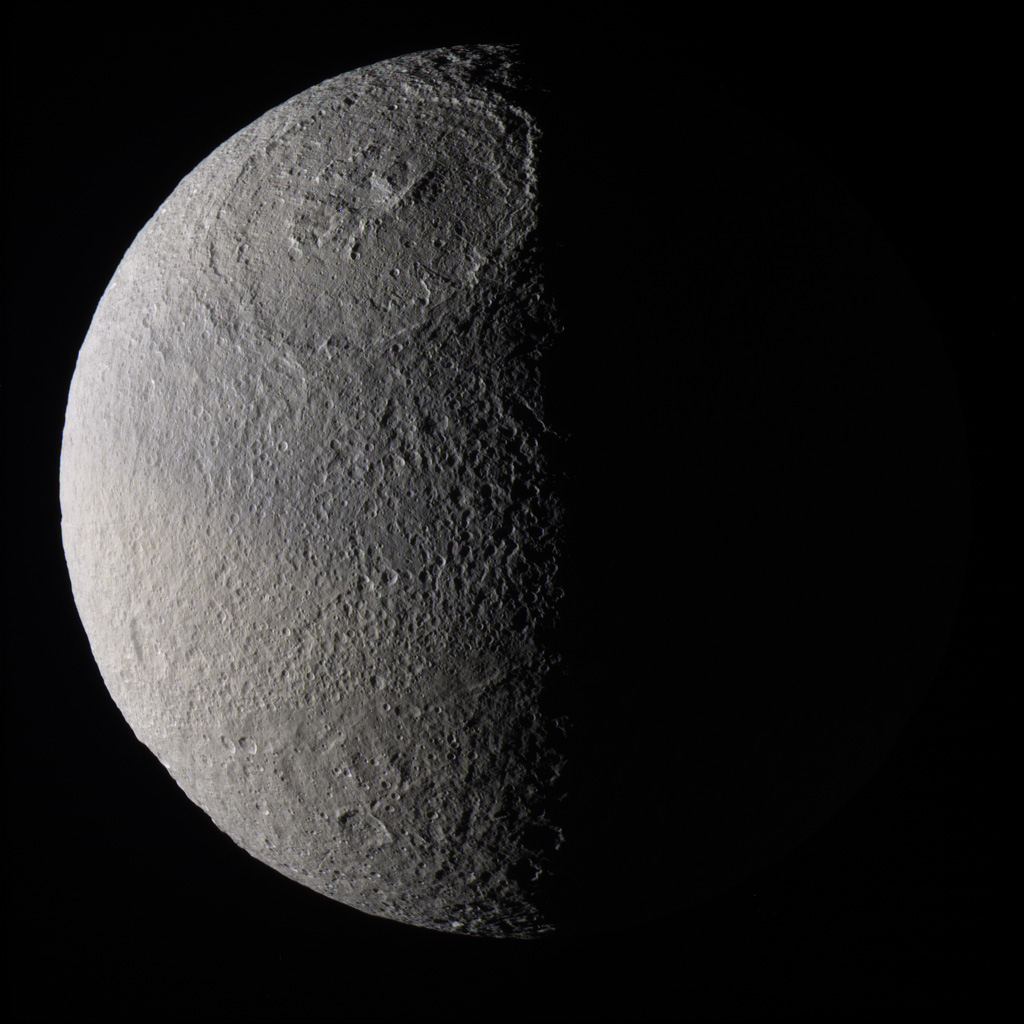
Cassini-Farbbild beinahe in Echtfarben.

### Größe
Tethys ist annähernd kugelförmig, mit einem mittleren Durchmesser von 1066 km. Die genauen Abmessungen sind 1080,8 km × 1062,2 km × 1055,0 km. Die Abweichung ist auf die Gezeitenkräfte von Saturn zurückzuführen, was dem Mond die Form eines dreiachsigen Ellipsoids verleiht. Die Längsachse ist auf Saturn ausgerichtet, die mittlere Achse befindet sich zwischen führender und folgender Hemisphäre und die kürzeste Achse zwischen den Polen. Tethys ist der fünftgrößte Saturnmond und rangiert im gesamten Sonnensystem auf dem 16. Platz bei allen Planetenmonden sowie dem 31. Platz aller bislang bekannten Körper überhaupt (Stand März 2012).
Von der Größe her ist Tethys am ehesten mit dem größten Hauptgürtel-Asteroiden Ceres oder der etwas größeren Nachbarin Dione zu vergleichen.
Die Gesamtfläche von Tethys beträgt etwa 3.600.000 km².

### Innerer Aufbau
Tethys ist ein eisiger Himmelskörper, ähnlich den großen Saturnmonden Dione und Rhea. Ihre geringe Dichte von 0,973 g/cm³ weist darauf hin, dass sie größtenteils aus Wassereis zusammengesetzt ist. Die Masse an Gestein kann 6 % der Gesamtmasse des Mondes nicht übersteigen. Es ist nicht bekannt, ob Tethys einen differenzierten Körper besitzt. Falls dem so ist, hätte der Gesteinskern einen Durchmesser von etwa 290 km, also etwa einem Drittel des gesamten Durchmessers des Mondes. Die Dimensionen des Ellipsoids weisen auf ein homogenes Inneres hin. Die Existenz eines unterirdischen Ozeans wird als unwahrscheinlich angesehen.

### Oberfläche
Die Oberfläche von Tethys ist sehr hell, sie reflektiert 80 % des eingestrahlten Sonnenlichts. Diese hohe Albedo ist das Resultat des Beschusses durch die feinen Wassereispartikel des E-Rings. Die führende Hemisphäre ist dadurch um etwa 10 bis 15 % heller als die folgende, da sie das Ringmaterial auf ihrer Umlaufbahn quasi „auffegt“. Auf Tethys herrschen Temperaturen von etwa −187 °C (86 K).

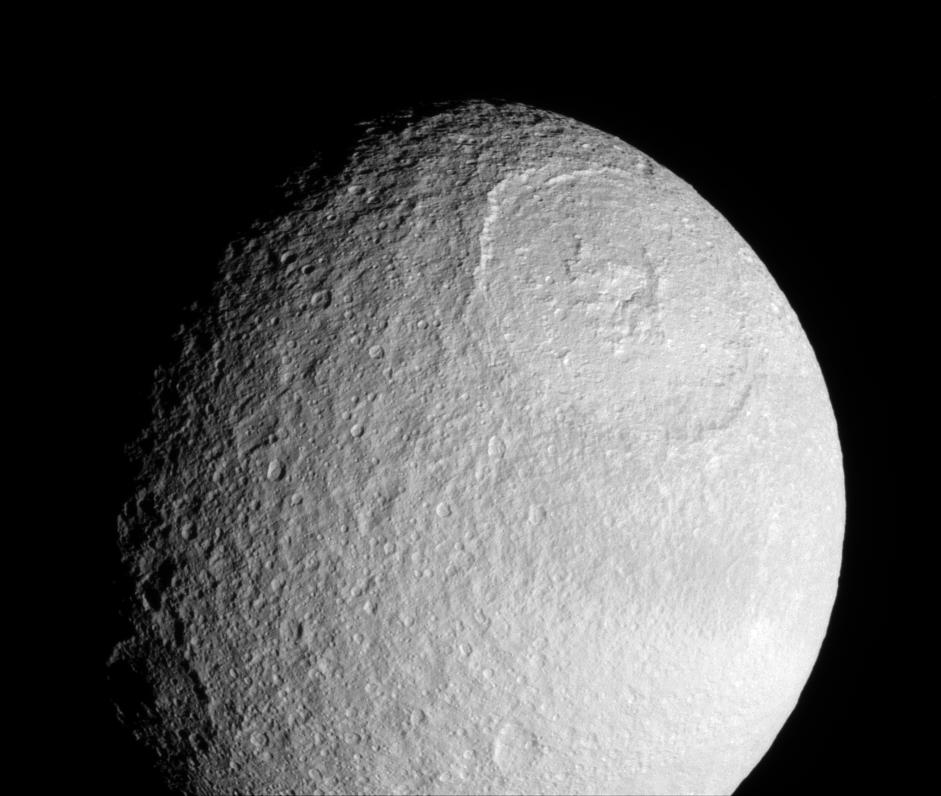
Das Einschlagbecken Odysseus

Tethys’ Oberfläche ist stark verkratert und weist zahlreiche Risse auf. Zwei unterschiedliche Arten von geologischen Regionen konnten ausgemacht werden, eine Region mit zahlreichen Impaktkratern und ein dunkles, weniger verkratertes Band, das über den Mond verläuft. Die Letztere Region ist ein Hinweis darauf, dass die Oberfläche zu einem späteren Zeitpunkt geologisch aktiv war, wobei ältere Gebiete der Oberfläche erneuert wurden. Die genaue Ursache der dunklen Verfärbung des Bandes ist nicht bekannt. Eine mögliche Erklärung könnten Aufnahmen der Raumsonde Galileo liefern, die die Jupitermonde Ganymed und Kallisto untersuchte. Beide Monde weisen helle Polkappen auf, die von großen Eisablagerungen an den Hängen von Kratern gebildet wurden. Aus der Entfernung erscheinen die Polkappen heller als das Muster, das von tausenden, nicht aufgelösten kleineren und vereisten Kratern gebildet wird. Tethys’ Oberfläche könnte ähnlich gebildet worden sein und besteht aus Polarregionen mit einem undeutlichen Muster aus hellem Eis, zwischen denen eine dunklere Zone liegt.

#### Krater Odysseus

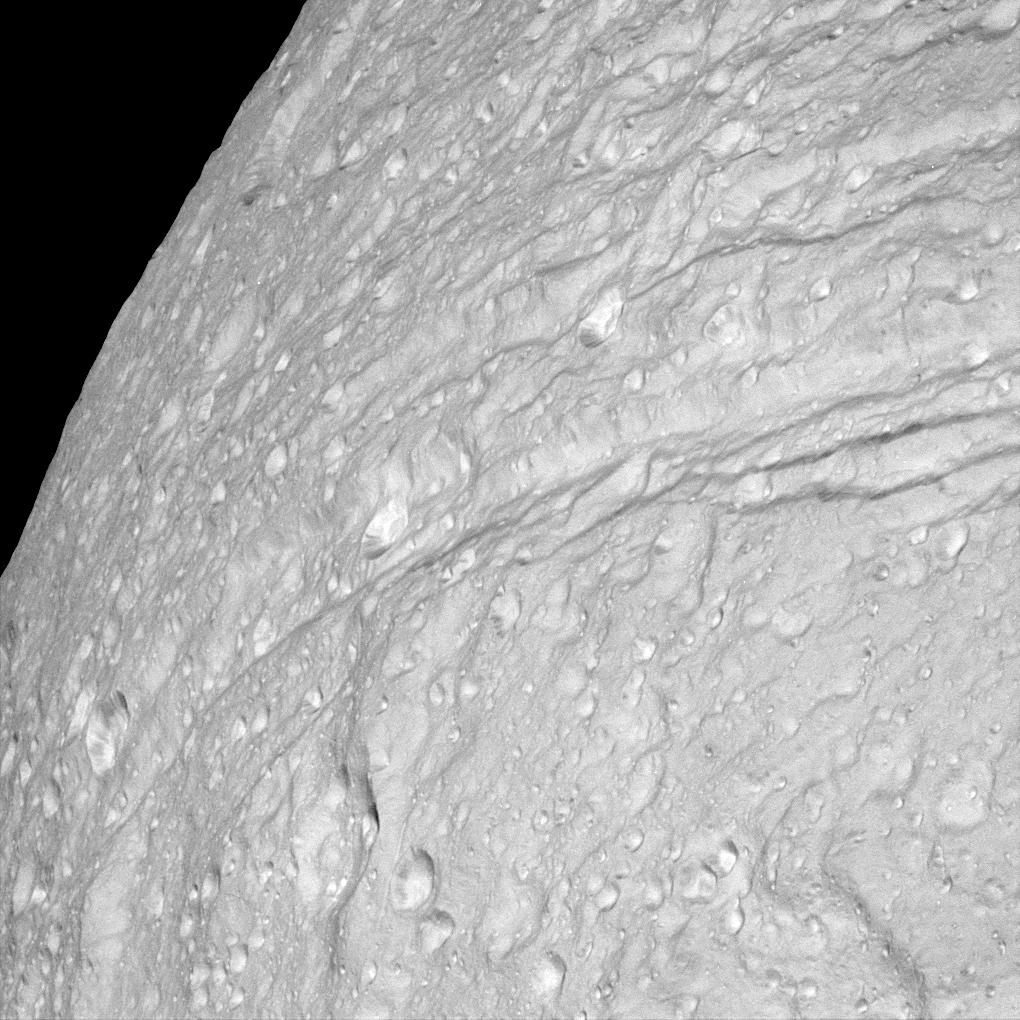
Das Tal Ithaca Chasma

Auf der westlichen Hemisphäre ist der riesige Krater Odysseus das auffälligste Merkmal. Er bedeckt knapp 3,5 % der gesamten Oberfläche, und sein Durchmesser beträgt mit 445 km gut 40 % des Monddurchmessers. Der Krater erscheint relativ flach und ähnelt den Kratern auf dem Jupitermond Kallisto, wobei die typischen Ringwälle und der Zentralberg fehlen, wie sie auf dem Merkur oder dem Erdmond zu finden sind. Dies ist wohl darauf zurückzuführen, dass die schwache eisige Kruste von Tethys über geologische Zeiträume hinweg eingebrochen ist.

#### Ithaca Chasma
Das zweite auffällige Merkmal auf Tethys ist ein riesiges Tal, Ithaca Chasma, das etwa 100 km breit und 3 bis 5 km tief ist. Mit einer Länge von 2000 km läuft es zu etwa drei Vierteln um den Mond herum. Es könnte gebildet worden sein, als flüssiges Wasser im Innern des Mondes ausfror und die Oberfläche infolge der Ausdehnung aufriss. Einer anderen Theorie nach könnte Ithaca Chasma entstanden sein, als beim Einschlag des riesigen Körpers, der den Krater Odysseus bildete, Schockwellen durch den Mond liefen und die zerbrechliche Kruste auf der gegenüber liegenden Seite aufbrach.

## Erforschung
Tethys weist eine scheinbare Helligkeit von 10,2m. Für die Beobachtung von Tethys benötigt man ein größeres Teleskop.
Tethys wurde von bislang vier Raumsonden besucht, namentlich von den Vorbeiflugsonden Pioneer 11 am 1. September 1979, Voyager 1 am 12. November 1980 und Voyager 2 am 25. August 1981 und schließlich Cassini-Huygens, die vom 1. Juli 2004 bis zum 15. September 2017 den Saturn umkreiste. Am 24. September 2005 passierte die Sonde Tethys in einer Entfernung von 1503 km und ist ihm seitdem nicht mehr näher gekommen. Bei einem Vorbeiflug im April 2015 schickte die Sonde Bilder von seltsamen, roten Streifen von der Oberfläche Tethys’, die vermutlich geologisch sehr jung sind.